# ぴんとこな
『ぴんとこな』は、嶋木あこによる日本の漫画作品。
『Cheese!』（小学館）にて2009年11月号から2015年11月号まで連載。単行本は全16巻。第57回小学館漫画賞少女向け部門を受賞。
歌舞伎を題材とした作品であり、タイトルの「ぴんとこな」は、歌舞伎の用語で「男らしく芯のある、二枚目」を意味する。
2012年、『ダ・ヴィンチ』（KADOKAWA）3月号にて発表された「次にくるマンガランキング」で20位を獲得。同年12月、『Cheese!』の特設サイトにて漫画作品の名シーンがボイスドラマ化し配信され、本作も参加。
2013年4月10日に発売された『anan』（マガジンハウス）1852号にて発表された第4回ananマンガ大賞で、準大賞に選出。同年にドラマ化（後述）。

## 連載情報
- 第一部・恭之助編（2009年11月号[6] - 2010年1月号[6]、全3話）
- 第二部・一弥編（2010年4月号[6] - 7月号、全4話）
- 第三部（2010年9月号 - 2015年11月号[1]）

## あらすじ
歌舞伎界の名門に生まれ、御曹司ともてはやされながらも、全くやる気がなく実力が名前に伴わない恭之助。
一方、歌舞伎とは無縁の家に生まれながら、鍛錬に鍛錬を重ね、実力だけでのし上がってきた一弥。
ある日、恭之助が恋に落ちたあやめという女の子は、一弥の昔からの知り合いで、互いに好き合いながらも事情があって想いを伝えられずにいるようで……。

## 登場人物
声の項はボイスドラマの声優。

### 主要人物
河村 恭之助（かわむら きょうのすけ） / 本名：河村 猛（かわむら たける）
声 - 鈴木達央
主人公。歌舞伎の名門・木嶋屋の御曹司。身長175cm。人気はあるがやる気がなく、芸はだらしない。大根役者だが御曹司独特の「舞台の華」を持つ。
幼い頃は父親を喜ばせたくて稽古に精進していたが、一向に誉めてくれないためやる気を失ってしまった。
あやめと出会い、彼女に恋をする。彼女に認めてもらい「一番」になるため、再び稽古に精を出すようになる。その後、ついにあやめと結ばれる。
千葉 あやめ（ちば あやめ）
声 - 戸松遥
猛と同じ杏星学園高校の生徒。特待生。元お嬢様で歌舞伎に非常に詳しい。正義感が強くしっかり者だが、天然ボケの面も。父親の会社が倒産し、現在は学生生活の傍らバイトを掛け持ちし、アパートで貧乏な一人暮らし中。本郷弘樹（澤山一弥）とは小学生のころからの知り合いで、ずっと好きだった。
猛（恭之助）には最初はぶすっとした態度を取っていたが、ひたむきな彼に少しずつ心を開いていく。なお、父親は作中に登場しないが生存はしている（39話時点）。恭之助と結ばれる。
澤山 一弥（さわやま いちや） / 本名：本郷 弘樹（ほんごう ひろき）
門閥外（もんばつがい、歌舞伎の家の出身ではないこと）出身。部屋子。轟屋に小学校五年生の時に入門し歌舞伎の修行中。稽古にも真面目に取り組み、実力もあり人気が出始めている。
歌舞伎を始めるきっかけとなったあやめを一途に想い続けていたが、記憶が次第に薄れていくことも手伝い、芸の精進のために優奈と関係を持つ。
しかし、それを知ったあやめから別れを切り出され、落ち込んでいたところに恭之助（猛）から活を入れられる。
優奈が浮気した挙句相手の子を妊娠したことを知るが、あえて彼女との結婚を決断。優奈が浮気相手の子を妊娠していることを、轟屋にも隠していたがついに発覚。自殺を図る。
澤山 優奈（さわやま ゆうな）
轟屋の娘。住み込みで修行に励む一弥（弘樹）のことが好きで、結婚を望んでいた。歌舞伎のことはあまり詳しくない。
一弥への恋情と、友達として見てくれるあやめへの友情とに苦しむ。その後、浮気相手との間の子を妊娠したことが発覚。

### 木嶋屋周辺
春彦（はるひこ）
杏星学園初等科からの猛の親友。猛の性格をよく分かっている。
河村 世左衛門（かわむら せざえもん）
恭之助の父親。本名：辰則（たつのり）。芸に厳しいが恭之助のいないところで父親らしい優しさを垣間見せる。
八代目 河村 樹藤（かわむら じゅどう）
恭之助の祖父。本名：勝則（かつのり）。亡くなる際に世左衛門に残した一言が世左衛門の人生に影を落とす。
河村 百合子 （かわむら ゆりこ）
梨園の妻として雑誌の表紙を飾ることもある華やかな女性。「男は甲斐性」がモットー。
ヤス
木嶋屋の住み込みの弟子であり恭之助の付き人。恭之助を「坊っちゃん」と呼び幼いころから面倒を見ている。

### 轟屋ほか
澤山 咲五郎（さわやま さくごろう）
優奈の父親で一弥の師匠。屋号は轟屋。一弥の歌舞伎役者としての素質を高く買っており、婿入りさせて自分の跡を継いでもらいたいと願っている。
梢六（しょうろく）
養成所出身の門閥外の歌舞伎役者。本名：「田辺」。優奈に片思いをしていたが、ついに関係を持ってしまう。その後、優奈を妊娠させたことが判明。
山本（やまもと）
一弥の付き人。元養成所出身の歌舞伎役者志望だった。梢六とは養成所時代からの友人。
佐賀田 完二郎（さがた かんじろう）
西田屋の御曹司。24歳。自身が主催する歌舞伎の勉強会の「封印切」で、準主役の梅川役に一弥を抜擢する。
近江 竹太郎（おうみ たけたろう）
高島屋の御曹司。自分の芸が中々客に評価されずひねくれてしまっている。
近江 竹二郎（おうみ たけじろう）
高島屋の御曹司。兄と同じくパッとしなと自分の芸が中々客に評価されずすっかりひねくれてしまっている。
高村 恵利左衛門 （たかむら えりざえもん）
屋号は米駒屋。藤娘が当り役の女形の大御所的存在「大米駒」。恭之助達木嶋屋とは親類に当たる。
高村 恵太郎 （たかむら けいたろう）
米駒屋の御曹司で恵利左衛門の孫。21歳。本名：早川つかさ。恭之助の初恋の相手であり、男性と知って以来トラウマの対象となっている。若手女形として活躍中。

## 作中で披露された演目
- 鏡獅子…1話。女小姓弥生のちに獅子の精：恭之助 ※獅子の精の場面のみ/胡蝶の精：恭之助 ※回想シーン
- 封印切…6話・7話。忠兵衛：完二郎/梅川：一弥　※国立劇場・小劇場
- 棒しばり…9話-11話。次郎冠者：恭之助/太郎冠者：一弥　※国立劇場『歌舞伎鑑賞スクール』
- 菅原伝授手習鑑（加茂堤の段）…14話。斎世親王：完二郎/苅屋姫：一弥　※歌舞伎座
- 三人吉三…16話-18話。和尚吉三：完二郎/お嬢吉三：一弥（1日のみ代役：梢六）/お坊吉三：恭之助　※国立劇場
- 野崎村…19話-23話。お光：恭之助/久松：竹太郎/お染：竹二郎　※新橋演舞場
- 女殺油地獄…25話-29話。河内屋与兵衛：一弥/豊島屋七左衛門：咲五郎　※全国巡業
- 娘道成寺…32話。白拍子花子：恵利左衛門/所化：恭之助、一弥ほか　※歌舞伎座『顔見世大歌舞伎』
- 桜姫東文章…30話-37話。僧清玄のちに釣鐘権助：恭之助/稚児白菊丸のちに桜姫：一弥　※日生劇場『超若手花形歌舞伎』

## 単行本同時収録
田中さん家のたかや君
『少女コミックCheese!』（小学館）1999年10月号掲載、第1巻に収録
別のクラスの「田中たかや」君に恋をしているさやか。ところが、彼のクラスにはもう一人、同姓同名の「田中たかや」がいて、行く度に何かと邪魔をされ……。
うたかたの未来
『少女コミックCheese!』（小学館）2009年9月号ふろく掲載、第4巻に収録
塚本はヨシ君が殺されるところでその日の朝に時がもどってしまう。あるときヨシ君そっくりな男に出会うがそれは未来のヨシ君の息子だった。彼が言うには高校時代から父親はしつこい女に付き纏われておりその女とおさらばするために殺しに来たという……。

## 書誌情報
- 嶋木あこ 『ぴんとこな』 小学館〈Cheese! フラワーコミックス〉、全16巻
  1. 2010年2月26日発売[10]、ISBN 978-4-09-133049-9
    - 「田中さん家のたかや君」収録

  2. 2010年8月26日発売[11]、ISBN 978-4-09-133357-5
  3. 2011年1月26日発売[12]、ISBN 978-4-09-133713-9
  4. 2011年5月26日発売[13]、ISBN 978-4-09-133860-0、「うたかたの未来」収録
  5. 2011年7月26日発売[14]、ISBN 978-4-09-133632-3
  6. 2011年12月26日発売[15]、ISBN 978-4-09-134197-6
  7. 2012年6月26日発売[16][17]、ISBN 978-4-09-134447-2
  8. 2012年11月26日発売[18]、ISBN 978-4-09-134810-4
  9. 2013年4月26日発売[19]、ISBN 978-4-09-135024-4
  10. 2013年7月26日発売[20]、ISBN 978-4-09-135509-6
  11. 2014年1月24日発売[21]、ISBN 978-4-09-135816-5
  12. 2014年6月26日発売[22]、ISBN 978-4-09-135870-7
  13. 2014年10月24日発売[23]、ISBN 978-4-09-136457-9
  14. 2015年2月26日発売[24]、ISBN 978-4-09-136897-3
  15. 2015年6月26日発売[25]、ISBN 978-4-09-137348-9
  16. 2015年11月26日発売[26][27]、ISBN 978-4-09-138040-1

## テレビドラマ
『ぴんとこな』のタイトルでテレビドラマ化。2013年7月18日から9月19日までTBS『木曜ドラマ9』枠（21:00 - 21:54、JST）で放送されていた。
主演はKis-My-Ft2の玉森裕太。玉森にとってゴールデンタイムの連続ドラマの単独初主演作である。ヒロインは川島海荷。また、中山優馬とジェシーは、 TBSの連続ドラマ初出演となる。
キャッチコピーは「歌舞伎界のイケメン御曹司が送る、真夏の胸キュンLOVE」。

### キャスト
人物詳細は原作部分を参照。

#### 主要人物（テレビドラマ）
河村 恭之助（かわむら きょうのすけ）
演 - 玉森裕太（Kis-My-Ft2）（幼少期：藤野大輝）
木嶋屋の御曹司。本名：河村猛。杏星学園高校3年A組。
澤山 一弥（さわやま いちや）
演 - 中山優馬（幼少期：田中悠太）
轟屋の弟子。本名：本郷弘樹。あやめは小学生時代の同級生。
千葉 あやめ（ちば あやめ）
演 - 川島海荷（幼少期：平澤宏々路）
杏星学園高校3年C組。病気で他界した母の影響で歌舞伎を好きになる。
坂本 春彦（さかもと はるひこ）
演 - ジェシー（ジャニーズJr.、現・SixTONES）
恭之助の親友でクラスメイト。
三島 千晶（みしま ちあき）
演 - 草刈麻有
あやめの親友で良き理解者。おむすび「稲香屋」であやめと一緒にアルバイトしている。
澤山 梢平（さわやま しょうへい）
演 - 松村北斗（ジャニーズJr.、現・SixTONES）
轟屋の弟子。一弥と同じく養成所出身。
澤山 優奈（さわやま ゆうな）
演 - 吉倉あおい 
轟屋の娘。杏星学園高校2年。父の弟子・一弥に好意を抱く。学校でいじめられているところをあやめに助けてもらう。やがて一弥の想い人があやめであることに気づいて、激しい嫉妬心を抱き始める。

#### 歌舞伎界
木嶋屋
河村 世左衛門（かわむら せざえもん）
演 - 岸谷五朗
恭之助の父親。妻を早くに亡くす。恭之助の才能を誰よりも信じていたが一切褒めなかった。その事が原因で恭之助とは溝が深まったものの、最終回で病院の屋上で恭之助の歌舞伎を観覧したのを機に初めて褒め称えた。
ヤス
演 - 清水優
木嶋屋の弟子で恭之助の付き人でもある。
三田 シズ（さんた しず）
演 - 江波杏子
河村家の家政婦。お互いが素直になれず、上手く行かない河村家の父子関係の間を取り持つ。

轟屋
澤山 咲五郎（さわやま さくごろう）
演 - 榎木孝明
一弥の師匠で優奈の父親。
澤山 多佳子（さわやま たかこ）
演 - 前田典子
咲五郎の妻。優奈の母親。

歌舞伎俳優
佐賀田 完二郎（さがた かんじろう）
演 - 山本耕史
大岩 松吉（おおいわ まつきち）
演 - 髙嶋政宏（特別出演）
恭之助、一弥らが所属する檜会の若手研修公演の指導者。

#### その他
- 莉子（杏星学園高校生徒・恭之助の追っかけ） - 藤井武美
- 本人（劇中冒頭や劇中内で歌舞伎の歴史や歌舞伎の演目について説明する） - 市川猿之助（特別出演）

#### ゲスト出演
- 花屋の店員 - 中村隼人（第1話）[34]
- 水族館のスタッフ - 柳沢慎吾（友情出演 / 第3話）[35]
- バーテンダー - 尾上松也（第4話）[36]
- 本郷 竹雄（一弥の祖父） - 大石吾朗（第6話）
- 園山 喜久夫（日本舞踊園山流家元） - 清水綋治（第7話）
- 桐島 美月（恭之助の幼なじみ） - マイコ（第7・8話）
- 千葉 啓介（あやめの父親） - 佐野史郎（第7・9話）
- 大川 正也（東西スポーツ新聞社編集長） - 小木茂光（第9話）
- 河村 銀蔵（世左衛門の兄弟子） - 市川團蔵（特別出演 / 最終話）

### スタッフ
- 原作 - 嶋木あこ『ぴんとこな』（小学館「Cheese!フラワーコミックス」刊）
- 脚本 - 高橋麻紀
- 音楽 - 平野義久、新屋豊
- 監督 - 河合勇人、岡本信吾、山室大輔
- 主題歌 - Kis-My-Ft2「キミとのキセキ」（avex trax）[37]
- 脚本監修 - 松岡亮
- 脚本協力 - 池田奈津子、河合悟史
- 助監督 - 八木一介
- 音楽コーディネート - 溝口大悟
- CG - 田中浩征
- タイトル - 稲生諭
- スタントコーディネート - 釼持誠
- 結髪 - 山倉省三
- 顔師 - 中野秀俊
- 歌舞伎装置 - 阿部宗徳
- 歌舞伎装飾 - 渡邉功
- 歌舞伎衣装 - 辻正夫
- 歌舞伎監修 - 松竹演劇部
- 歌舞伎指導 - 中村京蔵、坂東橘太郎
- 振付・所作指導 - 花柳寿楽、花柳典幸
- 協力 - 松竹撮影所、松竹撮影センター、前進座、松竹大谷図書館
- プロデューサー - 高橋正尚、伊藤仁吾（松竹）
- 協力プロデューサー - 八木亜未
- ラインプロデューサー - 阿部智大
- プロデューサー補 - 山田尚史
- 制作協力 - 松竹
- 制作著作 - TBS

### 放送日程
| 各話                                                     | 放送日  | サブタイトル | 監督     | 視聴率 |
| -------------------------------------------------------- | ------- | --- | -------- | ------ |
| 第1話                                                    | 7月18日 | 華麗でゴージャス!! 日本の美・歌舞伎界のイケメン御曹司が贈る胸キュン・三角関係! そして400年の伝統を背負う父と子―いつか父を越えてみせる!! | 河合勇人 | 8.7%   |
| 第2話                                                    | 7月25日 | 切ない片想い…ダメ御曹司は恋の力で強くなる!                                                                                              | 河合勇人 | 7.6%   |
| 第3話                                                    | 8月01日 | 届かない想い…彼女の一途な恋のために | 岡本伸吾 | 8.7%   |
| 第4話                                                    | 8月08日 | 海合宿!! おまえのためだけに…最高の告白                                                                                                  | 岡本伸吾 | 5.9%   |
| 第5話                                                    | 8月15日 | すべてが終る…衝撃のラスト!! 舞台上まさかの号泣                                                                                          | 山室大輔 | 7.4%   |
| 第6話                                                    | 8月22日 | 歌舞伎界追放!! 未来が今、閉ざされる | 山室大輔 | 5.9%   |
| 第7話                                                    | 8月29日 | 嫉妬の炎が矢のように…恋心をえぐる悪意の総攻撃                                                                                           | 河合勇人 | 7.0%   |
| 第8話                                                    | 9月05日 | 運命の恋大ピンチ!? 美人モデルが誘う甘い夜のワナ                                                                                         | 岡本伸吾 | 6.7%   |
| 第9話                                                    | 9月12日 | さよなら運命の恋…二度と会えなくても貴方を守る                                                                                           | 山室大輔 | 8.8%   |
| 最終話                                                   | 9月19日 | 最後の舞台に全てを懸ける…それぞれの涙と約束                                                                                             | 岡本信吾 | 6.8%   |
| 平均視聴率7.5%（視聴率は関東地区・ビデオリサーチ社調べ） |         | |          |        |

### 劇中で披露された演目
- 仮名手本忠臣蔵 道行旅路の花聟（かなでほんちゅうしんぐら みちゆきたびじのはなむこ / 第1話）
- 棒しばり 長唄囃子連中（ぼうしばり ながうたはやしれんじゅう / 第3話）

| TBS 木曜ドラマ9                          | TBS 木曜ドラマ9                      | TBS 木曜ドラマ9                          |
| 前番組                                   | 番組名                               | 次番組                                   |
| ---------------------------------------- | ------------------------------------ | ---------------------------------------- |
| 潜入探偵トカゲ （2013.4.18 - 2013.6.20） | ぴんとこな （2013.7.18 - 2013.9.19） | 夫のカノジョ （2013.10.24 - 2013.12.12） |